# Дворец Радушкевича
Дворе́ц Радушке́вича (Дворец Радушкевичей, лит. Raduškevičiaus rūmai, Raduškevičių rūmai) — дворец в неоготическом стиле («кирпичный стиль») на правом берегу Вилии неподалёку от Зелёного моста. Возвышается на террасе в начале улице Калварию, Kalvarijų g. 1 / Žvejų g. 2), виден из Старого города и городского центра, в недавнем прошлом (до постройки высотных зданий на правом берегу Вилии) формируя вид набережной Вилии и оставаясь заметным архитектурным акцентом Вильнюса. 
Построен по проекту архитектора Юлиана Янушевского (1894) по заказу врача Гилярия Радушкевича в 1894 (или 1895)—1900 годах. 
Ныне сохранившуюся часть былого дворца занимает Союз архитекторов Литвы. Здание является памятником архитектуры местного значения (AtV 63). Охраняется государством; код 1037 в Реестре культурных ценностей Литовской Республики.

## История

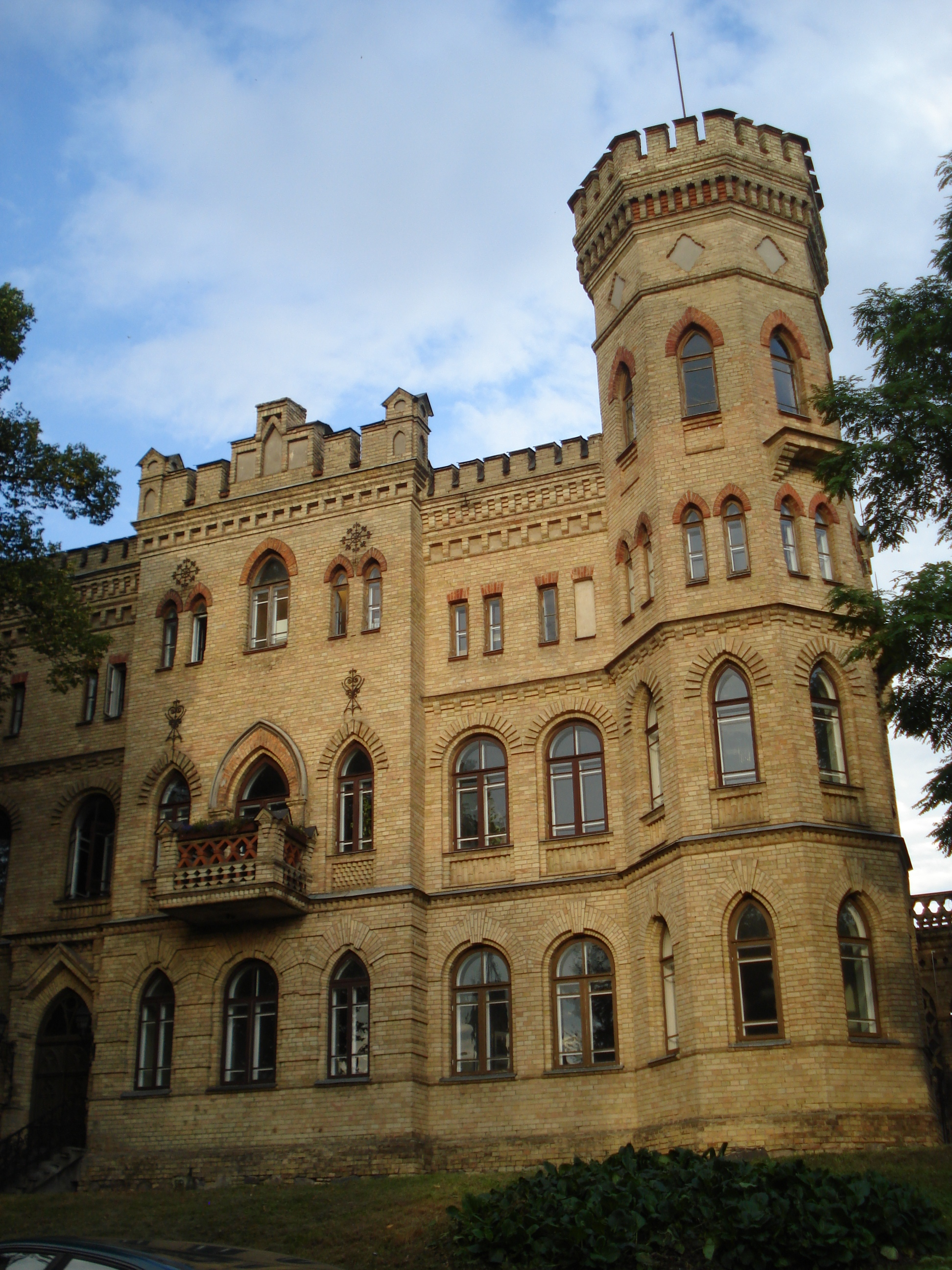
Юго-восточный корпус с башней

В конце XIX века врач Гилярий Радушкевича приобрёл участок при Кальварийской улице, на котором в 1894—1900 годах по проекту архитектора Юлиана Янушевского был построен дворец, состоящий из трёх корпусов, предназначенный частью для собственного жилья владельца здания, частью для сдачи внаём. Строительством дворца на протяжении шести лет руководили четыре архитектора. 
В 1894—1895 годах под руководством Янушевского был построен несохранившийся главный западный корпус и часть двухэтажного северного корпуса. Западный корпус, расположенный параллельно Кальварийской улице, был одноэтажным (не считая цокольного этажа); в его южном конце высилась трёхъярусная башни с декором, сочетающим элементы неоготики и неоренессанса. 
На втором этапе строительством руководил инженер С. Краевский (или С. Краенский). В 1898—1899 годах были возведены юго-восточный корпус с башней и внутренний ризалит северного корпуса. С 1897 года Радушкевич уже жил в юго-восточном корпусе. 
В 1898—1899 годах проводились перестройки, в ходе которых северный корпус стал нынешней высоты в три этажа. Реконструкция проводилась под наблюдением или по проекту инженера Александра Григорьева и Адама Филиповича-Дубовика (по другой версии, в 1897—1898 годах дворец реконструировался по проекту А. Григорьева, в 1898—1899 году — по проекту А. Филиповича-Дубовика). 
В 1899—1900 годах по проекту Филиповича-Дубовика были возведены арочная галерея напротив ризалита северного корпуса и кирпичная ограда с воротами. Ограда объединила западный и юго-восточный корпуса, придав ансамблю компактность. 

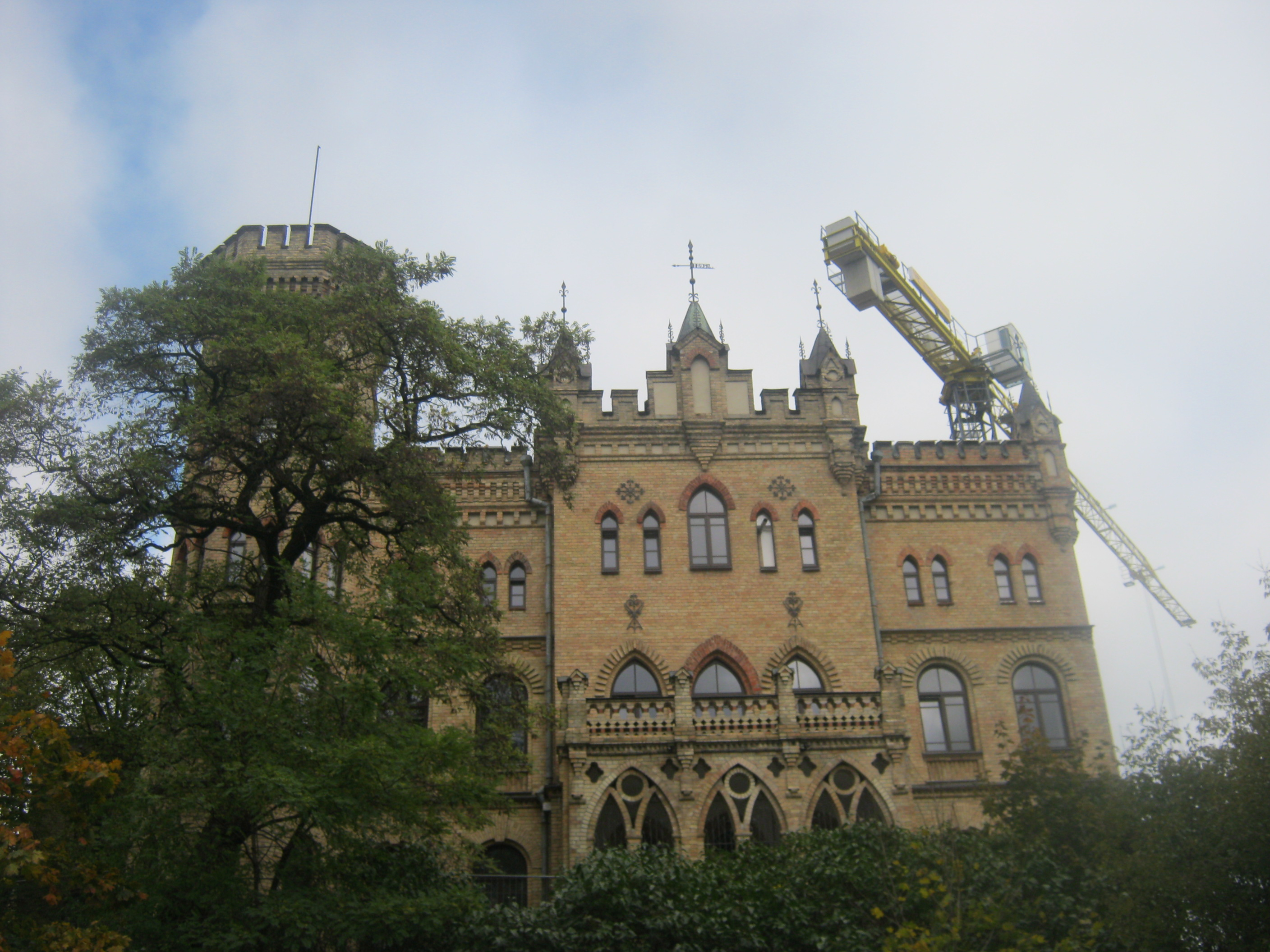
Южный фасад юго-восточного корпуса

После смерти собственника (1900) владельцами стали наследники, затем дворец принадлежал купцу Израилю Донскому (с 1911 года). В 1911—1913 годах по проекту Филиповича-Дубовика была проведена реконструкция.
В 1919 году здание ремонтировалось. В 1923 года дворец приобрели владельцы стекольной фабрики братья Зингеры. В 1926—1931 годах в здании сдавалась 21 жилая квартира. В 1939 году его приобрёл литовец из Риги Казимерас Бурба. 
После Второй мировой войны здесь некоторое время располагалось общежитие педагогического института, станция Скорой помощи, бюро судебно-медицинской экспертизы. В 1962—1963 годах для расширения улицы (в советское время носила имя Ф. Э. Дзержинского) была снесена почти половина здания (западный корпус и западная часть северного корпуса).
В 1984—1985 годах здание было реконструировано по проекту архитектора Витаутаса Габрюнаса и приспособлено для нужд Союза архитектора .

## Архитектура

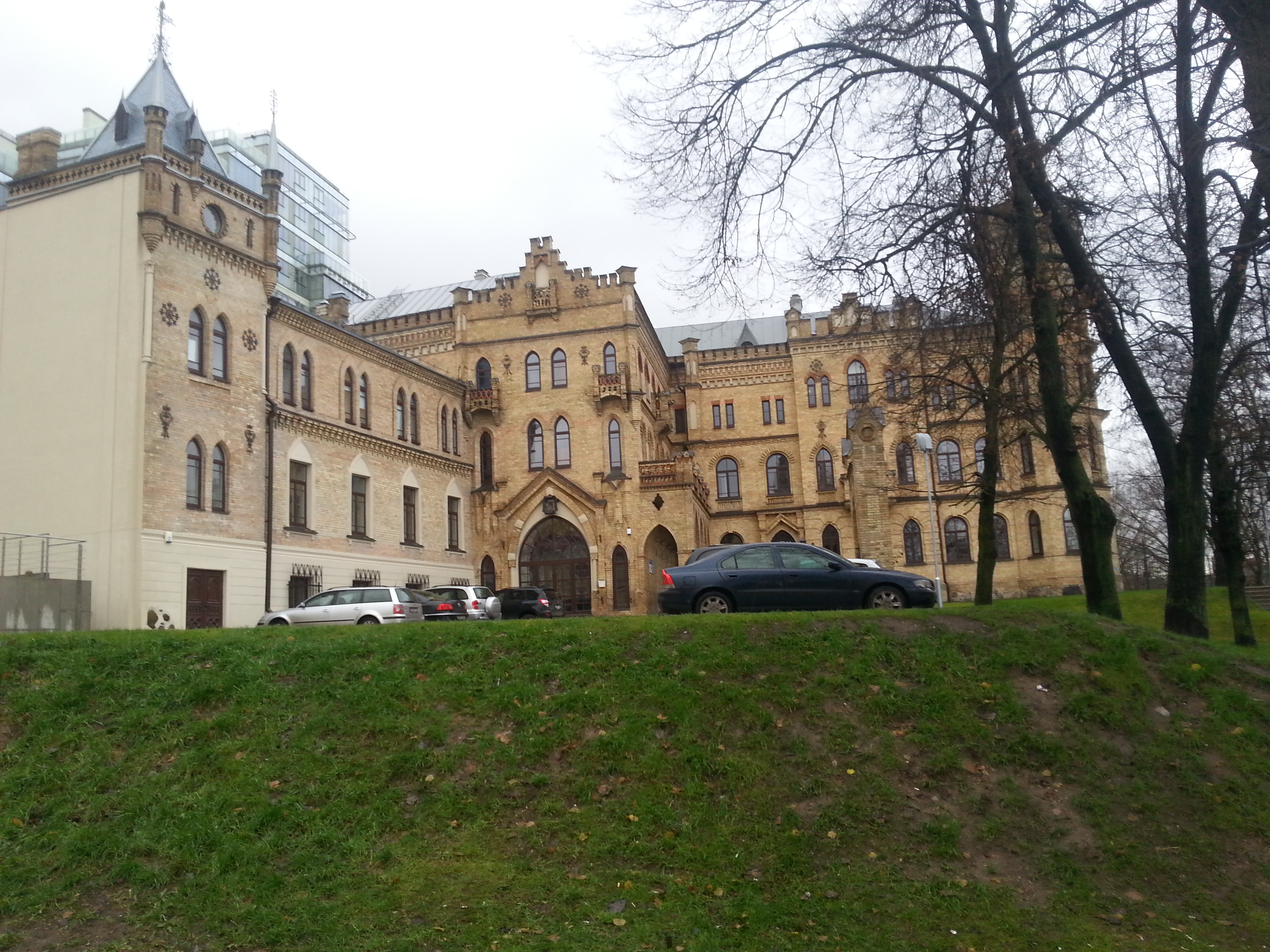
Северный (слева) и юго-восточный корпуса дворца

Дворец построен из жёлтого нештукатуреного кирпича. Крыша крыта жестью. В современном виде дворец образуют два соединённых корпуса — трёхэтажный юго-восточный и двухэтажный с мансардой северный. Композиционно доминирует юго-восточный корпус с отчётливым акцентом — восьмиугольной башней в юго-восточном углу (высота 20 м). Узкий и длинный северный корпус расположен несколько выше второго. Между корпусами имеется небольшой внутренний двор, с востока отделённый высокой кирпичной стеной. 
В стиле, помимо элементов неоготики, присутствуют модифицированные формы других исторических стилей (византийского, романского, ренессанса).